# Cyclotelus ruficornis
Cyclotelus ruficornis är en tvåvingeart som först beskrevs av Macquart 1840.  Cyclotelus ruficornis ingår i släktet Cyclotelus och familjen stilettflugor. Inga underarter finns listade i Catalogue of Life.